# Kokanee Large Scale Vehicle
Kokanee Large Scale Vehicle (LSV) – największy na świecie bezzałogowy, wolno pływający, amerykański okręt podwodny skonstruowany do testów napędu w programie badawczo-rozwojowym okrętów podwodnych typu Seawolf w Bayview w stanie Idaho na jeziorze Pend Oreille.

## Historia
W celu opracowania pędnika dla pierwszej jednostyki typu Seawolf (SSN-21 US Navy skonstruowała w San Antonio w Teksasie mierzący 27,12 m długości bezzałogowy model nazwany Large Scale Vehicle (LSV) o wyporności ok. 150 ton, napędzany zasilanym przez baterie silnikiem elektrycznym o mocy 3000 KM. Model ten został przetransportowany koleją do głębokiego i cichego jeziora Pend Oreille w stanie Idaho, gdzie poddano go testom z czternastoma różnymi rozwiązaniami napędu. Zadaniem testów było znalezienie optymalnego rozwiązania z punktu widzenia sprawności, łatwości budowy, odporności na uszkodzenia w walce oraz wyciszenia. W 1988 roku zastępca dyrektora agencji DARPA przekazał komisji Kongresu informację, iż wybrane w wyniku badań rozwiązanie zmniejsza szumy napędu o 10 dB. Ta informacja wydaje się jednak zbyt konserwatywna, gdyż jak wykazały szacunki poczynione w Szwecji i przedstawione na konferencji U'92, rozwiązanie to musiało zmniejszyć szumy napędu o co najmniej 20 dB, 30, a może nawet do 40 dB w zależności od liczby zastosowanych płatów wirnika.